# Dhangadhi
Dhangadhi é uma cidade do Nepal, na borda com a Índia. É a capital do distrito de Kailali.
Com uma população de cerca de oitenta mil habitantes, é a maior cidade no extremo oeste do país.